# Bad Reputation (versión de Avril Lavigne)
«Bad Reputation» es una canción original de Joan Jett, que sirvió como su primer sencillo en 1981 y que fue nombrada la vigésimo-novena mejor canción de hard rock de todos los tiempos por VH1 en 2009.

## Información de la canción
Fue versionada por la cantautora canadiense Avril Lavigne en 2008 para un montaje de video que sirvió como un intervalo durante varios conciertos del Best Damn Tour. La versión fue incluida posteriormente en la edición de lujo de su cuarto álbum de estudio Goodbye Lullaby en 2011. El 17 de octubre de 2012 se informó que Lavigne contribuiría con dos canciones para la banda sonora de la película de animé One Piece Film: Z; estas serían «Bad Reputation» y una versión de «How You Remind Me» de Nickelback. La versión de Lavigne de «Bad Reputation» fue lanzada como el sencillo oficial de la película el 11 de diciembre de 2012 como descarga digital solo en Japón. Después de recibir una amplia cobertura de airplay, la versión alcanzó el puesto número 8 en el Japan Hot 100, la principal lista de sencillos en Japón, además de alcanzar la primera posición en otras tres listas. Desde la fundación del Japan Hot 100 en 2008, Lavigne ha tenido tres canciones entre las primeras diez posiciones: Alice (#4 en 2010), «What the Hell» (#2 en 2011) y «Bad Reputation» (#8 en 2012).

## Listas musicales
| Lista (2012)                                   | Posición más alta |
| ---------------------------------------------- | ----------------- |
| Japan Hot Animation (Billboard)                | 1                 |
| Japan Adult Contemporary Airplay (Billboard)   | 1                 |
| Japan Digital and Airplay Overseas (Billboard) | 1                 |
| Japan Hot Top Airplay (Billboard)              | 4                 |
| Japan Hot 100 (Billboard)                      | 8                 |